# Absalom and Achitophel

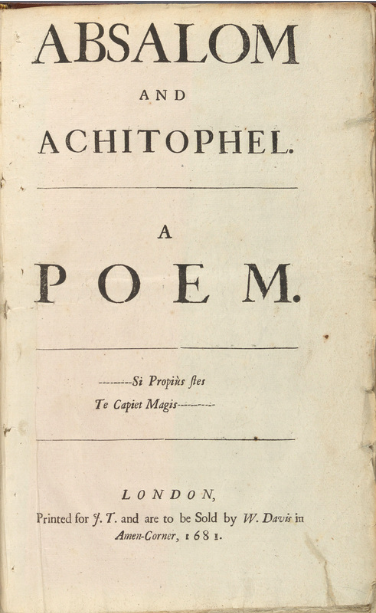
Prima pagina dell'opera (1681)

Absalom and Achitopel è un poema satirico scritto nel 1681 dal poeta inglese John Dryden.
L'autore, nell'opera, incita a non dimenticare il tradimento del figlio illegittimo di Carlo II che assieme ad un complice ha ostacolato l'ascesa al trono del fratello del re, il duca di York. Essa contiene riferimenti ben precisi: il poema si basa, infatti, sull'episodio biblico della ribellione di Assalonne contro il padre Davide.